# Minilimosina parva
Minilimosina parva är en tvåvingeart som först beskrevs av Malloch 1913.  Minilimosina parva ingår i släktet Minilimosina och familjen hoppflugor. Inga underarter finns listade i Catalogue of Life.